# Eophyllium
Eophyllium messelensis
Genre
Espèce
Eophyllium est un genre fossile de phasmes de la famille des Phylliidae, des insectes qui pour leur camouflage, imitent la forme et l'apparence d'une feuille.
Une seule espèce est rattachée au genre : Eophyllium messelensis, décrite par Sonja Wedmann et ses collègues en 2007.

## Découverte et datation
Le fossile d'un mâle presque complet d'E. messelensis a été découvert dans les sédiments d'un ancien lac de 47 Ma (millions d'années), de l'Éocène moyen, sur le site fossilifère de Messel en Allemagne.

## Description
L'animal mesure 6 centimètres de long, et possède une forme identique aux feuilles découvertes dans la même strate.
Morphologiquement, les genitalia du fossile sont à peu de chose près identiques à ceux des phyllies modernes, indiquant que cette famille a peu changé au cours des millions d'années.
E. messelensis diffère de ses descendants modernes car, sur les pattes avant, elle ne possède pas de minces projections en forme de feuilles qui permettent aux phyllies actuelles de se camoufler la tête.